# Polypedates hecticus
Polypedates hecticus es una especie de anfibios que habita en les Filipinas. 